# Sandra Benčić
Sandra Benčić (Zabok, 28. siječnja 1978.) hrvatska je političarka i aktivistica za građanska prava. Članica je političke platforme Možemo! od samog početka stranke, te je jedna od dvoje koordinatora stranke zajedno s Tomislavom Tomaševićem. Od 22. srpnja 2020. godine zastupnica je u Hrvatskom saboru i članica Kluba zastupnika zeleno-lijevoga bloka. Predsjednica je saborskoga Odbora za zaštitu okoliša i prirode, te članica Odbora za Ustav, Poslovnik i politički sustav.

## Životopis
Završila je Pravni fakultet Sveučilišta u Zagrebu 2014. godine.
Od samog osnivanja aktivna je članica platforme Možemo!, a trenutno je koordinatorica stranke zajedno s Tomislavom Tomaševićem. 
Članica je Centra za mirovne studije (CMS), gdje je i radila do 2018. godine, ponajviše na temama nejednakosti i migracija. Također se bavila regionalnim razvojem i fondovima EU, kao suosnivačica jedne od prvih konzultantskih tvrtki za EU fondove u Hrvatskoj - Razbor, gdje je radila do 2010. Prije ulaska u Sabor radila je kao predavačica u Algebri, kao i vanjska stručnjakinja Vijeća Europe za slobodu govora. Bila je članica Povjerenstva za postupanje po pritužbama u MUP-u i Savjeta za razvoj civilnog društva.
Godine 2020. godine ulazi u Deseti saziv Hrvatskog sabora kao jedna od vodećih kandidatkinja Zeleno-lijeve koalicije u prvoj izbornoj jedinici. U saboru obnaša dužnosti predsjednice Odbora za zaštitu okoliša i prirode te je članica Odbora za Ustav, Poslovnik i politički sustav. Do 25. lipnja 2021. godine bila je i članica odbora za pravosuđe.
Prije parlamentarnih izbora 2024. godine, jednoglasno je izabrana od strane članova Vijeća stranke Možemo! kao kandidatkinja za poziciju premijera. U svom prvom obraćanju javnosti, Benčić je naglasila važnost društvene i ekonomske jednakosti za sve građane Republike Hrvatske, sigurnost i izvjesnost djelovanja institucija te pravo svih građana da budu jednaki pred zakonom. Osim toga, istaknula je želju da Hrvatska bude "jedna od najuspješnijih zemalja" u zelenoj tranziciji, te da takva promjena ne smije proizvesti gubitnike tranzicije, već stvoriti pravednije društvo.
U veljači 2024. godine, nakon odluke Andreja Plenkovića da se na poziciju državnog odvjetnika imenuje sudac Ivan Turudić, Sandra Benčić, u društvu ostalih parlamentarnih zastupnika iz Možemo!, provodi cijeli dan i noć prije službenog izglasavanja na Markovom trgu u znak protesta. Nakon što je Turudić bio izglasan od strane većine u saboru koju je držao HDZ, Sandra Benčić najavila je prosvjed "sljedeće subote" na Markovom trgu zajedno u suradnji s ostalih 11 stranaka s lijevog ili centra političkog spektra. Na prosvjedu, na kojem se okupilo preko 5000 ljudi na Gornjem Gradu, Sandra Benčić održala je govor o hrvatskom iseljeništvu i prozvala HDZ zbog korupcijskih skandala, izrazivši želju da Hrvatska postane zemlja "iz koje se ne odlazi da bi se preživjelo".
U parlamentarnim izborima 2024. godine, Sandra Benčić bila je nositeljica liste Možemo! u prvoj izbornoj jedinici. Nakon iznenadne objave da će aktualni predsjednik Republike Hrvatske, Zoran Milanović, biti kandidat za premijera koalicije Rijeke pravde, Sandra Benčić izjavila je da će Možemo! i dalje nastaviti sa trenutnim planom sklapanja "točkaste koalicije" sa Socijaldemokratskom partijom Hrvatske u izbornim jedinicama koje više naginju desnici. Usto se nadovezala da bi, da je na Milanovićevom mjestu, dala ostavku prije početka kampanije. Međutim, dogovori između SDP-a i Možemo! oko točkaste koalicije završili su neuspješno, te je odlučeno da će obje stranke izlaziti samostalno u svim izbornim jedinicama. Unatoč tome, i Sandra Benčić i Arsen Bauk iz SDP-a iskazali su nadu da će ova strategija donijeti više mandata, kao i želju za zajedničkom suradnjom u budućnosti kako bi se HDZ uklonio s vlasti. Za vrijeme posjete Petrinji, govor Sandre Benčić prekinuo je lokalni mještanin koji ju je optužio za nesposobnost pod argumentima "da ne zna voditi obrt i da je studirala 18 godina". Benčić je odbacila ove optužbe kao tipičan primjer napada od strane ljudi koji podržavaju HDZ i Andreja Plenkovića, i koji ovakve napade koriste "u nedostatku političkog sadržaja".
Na izborima osvojila je 20,352 glasova od ukupno 45,831 glasova koji su pripali listi političke stranke Možemo!, koja je osvojila 3 mandata u prvoj izbornoj jedinici, te je tako postala zastupnica u novom sazivu Hrvatskog sabora. U prvom govoru nakon izbora, pozvala je na stvaranje manjinske vlasti koja će poduzeti potrebne anti-korupcijske mjere, te poslati HDZ u opoziciju.
Potpisnica je Deklaracije o zajedničkom jeziku u kojoj se tvrdi da se u Hrvatskoj, Bosni i Hercegovini, Srbiji i Crnoj Gori govore nacionalne standardne varijante zajedničkog policentričnog standardnog jezika.